# Bolitoglossa omniumsanctorum
Espèce
Synonymes
- Magnadigita omniumsanctorum Stuart, 1952

Bolitoglossa omniumsanctorum est une espèce d'urodèles de la famille des Plethodontidae.

## Répartition
Cette espèce est endémique du Guatemala. Elle se rencontre dans la Sierra de Chuacús et la Sierra de los Cuchumatanes et les Montañas del Cuilco.

## Description
La femelle holotype mesure 106 mm de longueur totale dont 63 mm de longueur standard et 43 mm de queue.

## Taxinomie
Cette espèce a été relevée de sa synonymie avec Bolitoglossa morio par Campbell, Smith, Streicher, Acevedo et Brodie en 2010 ou elle avait été placée par Wake et Elias en 1983.

## Publication originale
- Stuart, 1952 : Some new amphibians from Guatemala. Proceedings of the Biological Society of Washington, vol. 65, p. 1-12 (texte intégral).